# Mindless Behavior
 (août 2011).
Si vous disposez d'ouvrages ou d'articles de référence ou si vous connaissez des sites web de qualité traitant du thème abordé ici, merci de compléter l'article en donnant les références utiles à sa vérifiabilité et en les liant à la section « Notes et références ».
Mindless Behavior est un groupe de Pop/R'n'B américain connu pour leur single My Girl, produit par Walter Millsap (manager du groupe). Originaire de Los Angeles, le groupe est composé de Prodigy, Princeton, Ray Ray et Roc Royal.

## Biographie et carrière
Le groupe a été formé en 2008 grâce à une audition d'environ 600 jeunes, à Los Angeles. Princeton, Roc Royal et Ray Ray ont été découverts lors de cette audition. Prodigy, quant à lui, a été découvert sur YouTube par Dave Scott (chorégraphe du groupe mais aussi développeur de talent), Keisha Gamble (gestionnaire du groupe), Walter Millsap (producteur, manager du groupe mais aussi compositeur, directeur musical, ingénieur et arrangeur) et Vincent Herbert (compositeur, producteur de disques, fondateur de la Streamline Records). Le groupe est originaire de Los Angeles, hormis Prodigy qui est originaire de Philadelphie.
Alors qu'ils n'avaient que dix ans, Prodigy, Princeton, Ray et Roc Royal se sont entraînés durant deux ans en danse et en chant. C'est en septembre 2010 que leur premier single My Girl sort. Ils en donnent une représentation à la Maison-Blanche, pour le président des États-Unis, Barack Obama.
Le groupe a fait la première partie de la tournée des Backstreet Boys Opening Backtreet Back et de celle de Justin Bieber My World Tour en 2010.
Les Mindless Behavior ont aussi accompagné Jason Derulo à Londres et fait partie du Closer To My Dream Tour 2011 organisé par Black Entertainment Television. En septembre 2011, les Mindless Behavior ont participé au Scream Tour : The Next Generation And Holiday en compagnie de Diggy Simmons, Hamilton Park, Jacob Latimore et les OMG Girlz. La tournée s'achève le 1er janvier 2012.
Le groupe a également fait la première partie de la tournée de Nicole Scherzinger Killer Love Tour en 2012.
Le 1er juillet 2012 lors des Bet Awards, les Mindless Behavior ont reçu leur premier prix, un Coca Cola View Choice Award.

## Membres du groupe
Roc Royal de son vrai nom Chresanto Lorenzo Romelo August né le 23 juillet 1997, originaire de Los Angeles.
Ray Ray de son vrai nom Rayan DeQuan Lopezné le 6 janvier 1996 originaire de Los Angeles.
Princeton de son vrai nom Jacob Antonny Perez est né le 21 avril 1996 et est originaire de Los Angeles.
Prodigy de son vrai nom Craig Thomas Johnson. est né le 26 décembre 1996, est originaire de Philadelphie.
EJ, de son vrai nom Elijah Johnson, est né le 24 juin 1997 à Michigan.
Mike, de son vrai nom Michael River est né le 13 mai 1998 à Jackson.
À la fin de 2013, le chanteur du groupe, Prodigy quitte le groupe pour poursuivre une carrière solo et plus tard en avril 2014, il a été remplacé par un chanteur, EJ.
À l'été 2015, Ray Ray quitte le groupe pour poursuivre une carrière solo.

## Discographie

### Albums
| #1 Girl              | - Released: September 20, 2011 - Label: Interscope, Streamline - Format: CD, digital download | 7 | 2 |  |  |  |  |  |  |  |  |  |  |
| All Around the World | - Released: March 12, 2013 - Label: Interscope, Streamline - Format: CD, digital download     | 6 | 1 |  |  |  |  |  |  |  |  |  |  |
|                      |                                                                                               |   |   |  |  |  |  |  |  |  |  |  |  |

### Singles
| Titre                                       | Année | Album                |
| ------------------------------------------- | ----- | -------------------- |
| My Girl                                     | 2010  | #1 Girl              |
| My Girl (remix) ft. Ciara, Tyga & Lil Twist | 2011  | #1 Girl              |
| Mrs Right ft. Diggy Simmons                 | 2011  | #1 Girl              |
| Christmas With My Girl                      | 2011  | Aucun                |
| Valentine's Girl                            | 2012  | Aucun                |
| Keep Her On The Low                         | 2013  | All Around The World |
| All Around The World                        | 2013  | All Around The World |

 "Used to be "  // 2013 // All around the World

## Filmographie
- 2013 : "All Around The World"
- 2014 : "Bad Behavior"

### Clips vidéos
| Titre                                       | Année | Album                | Réalisateur                          | Chorégraphe |
| ------------------------------------------- | ----- | -------------------- | ------------------------------------ | ----------- |
| My Girl                                     | 2010  | #1 Girl              |                                      | Dave Scott  |
| My Girl (remix) ft. Ciara, Tyga & Lil Twist | 2011  | #1 Girl              | Ryan Pallotta                        | Dave Scott  |
| Mrs Right ft. Diggy Simmons                 | 2011  | #1 Girl              | Brett Ratner                         | Dave Scott  |
| Girls Talkin' Bout                          | 2011  | #1 Girl              | Steve Carr                           | Dave Scott  |
| Christmas With My Girl                      | 2011  |                      |                                      | Dave Scott  |
| Valentine's Girl                            | 2012  |                      | Walter Millsap III                   | Dave Scott  |
| Hello                                       | 2012  | #1 Girl              | Walter Millsap III & Vincent Herbert | Dave Scott  |
| Keep Her On The Low                         | 2013  | All Around The World | Walter Millsap III & Vincent Herbert | Dave Scott  |
| All Around The World                        | 2013  | All Around The World | Walter Millsap III & Vincent Herbert | Dave Scott  |
| Used To Be                                  | 2013  | All Around The World | Walter Millsap III & Vincent Herbert | Dave Scott  |

## Tournée
| Type            | Année     | Artiste            | Tour                                        | Note        |
| --------------- | --------- | ------------------ | ------------------------------------------- | ----------- |
| Première Partie | 2010      | Backstreet Boys    | Opening Backtreet Back                      | États-Unis  |
| Première Partie | 2010      | Justin Bieber      | My World Tour                               | US          |
| Première Partie | 2011      | Janet Jackson      | Number Ones: Close Up Personal              | États-Unis  |
| Première Partie | 2011      | Jason Derülo       | The Monster Ball Tour                       | Royaume-Uni |
| Tournée         | 2011      | BET                | Closer To My Dream Tour                     | États-Unis  |
| Tournée         | 2011/2012 | Scream Tour        | Scream Tour:The Next Generation And Holiday | États-Unis  |
| Première Partie | 2012      | Nicole Scherzinger | Killer Love Tour                            | Royaume-Uni |
| Tournée         | 2012      | Mindless Behavior  | #1 Girl Tour                                | États-Unis  |
| Tournée         | 2013      | Mindless Behavior  | All Around The World Tour                   | États-Unis  |

## Récompenses et nominations

### Récompenses
- BET Awards
  - 2012 : Coca-Cola Viewers' Choice Award pour Hello

### Nominations
- BET Awards
  - 2012 : Meilleur Groupe
  - 2012 : Fandemonium (Fans les plus dévoués)
  - 2013 : Meilleur Groupe
- Radio Disney Music Awards
  - 2013 : Meilleur Groupe